# Ернст Нойферт
Ернст Нойферт (нім. Ernst Neufert, 15 березня 1900 — 23 лютого 1986) — німецький архітектор, теоретик архітектури, помічник Вальтера Ґропіуса, член багатьох організацій по стандартизації.

## Життєпис
Народився у Фрайбурзі.

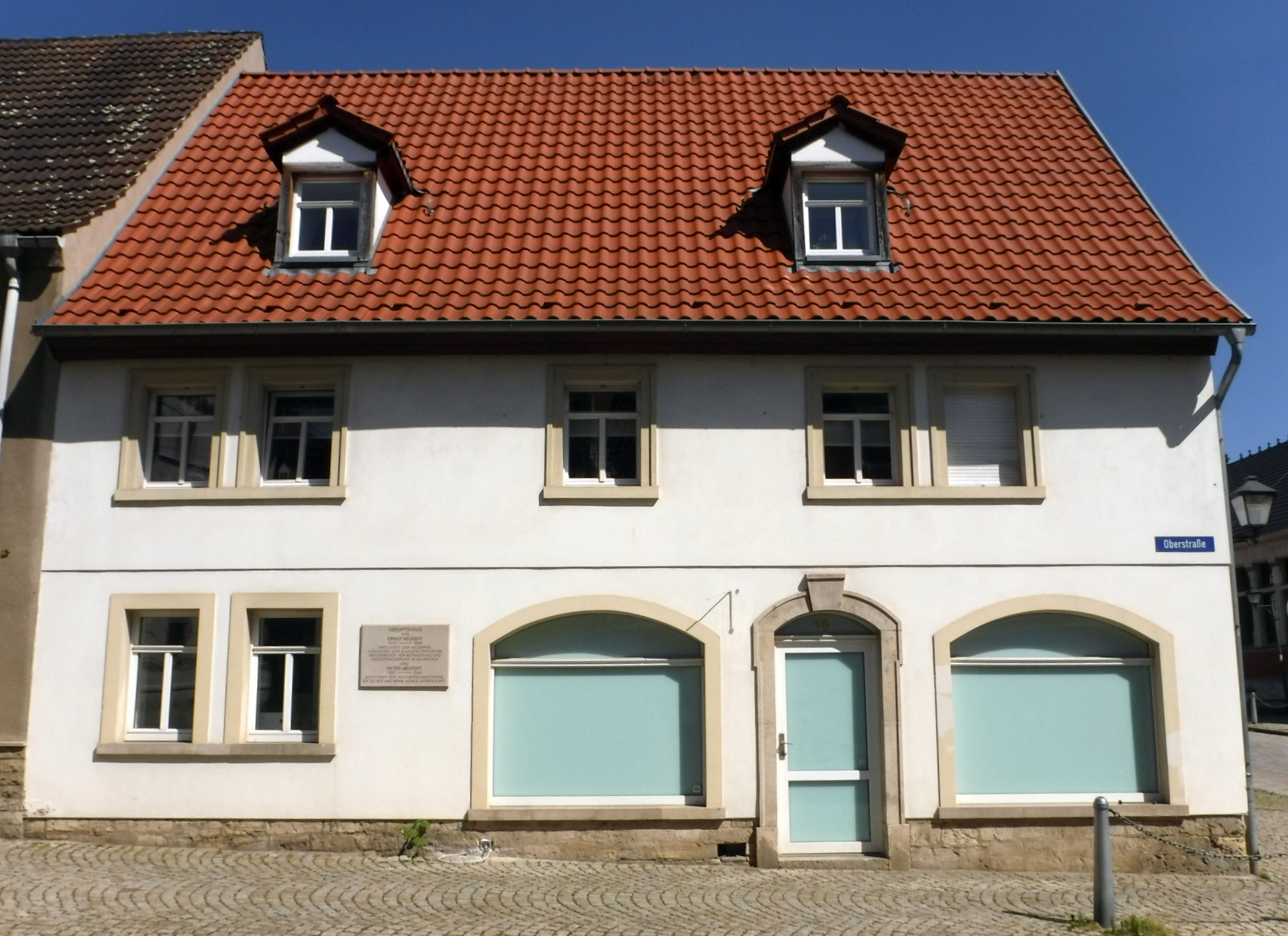
Дім у Фрайбурзі, де народився Е. Нойферт

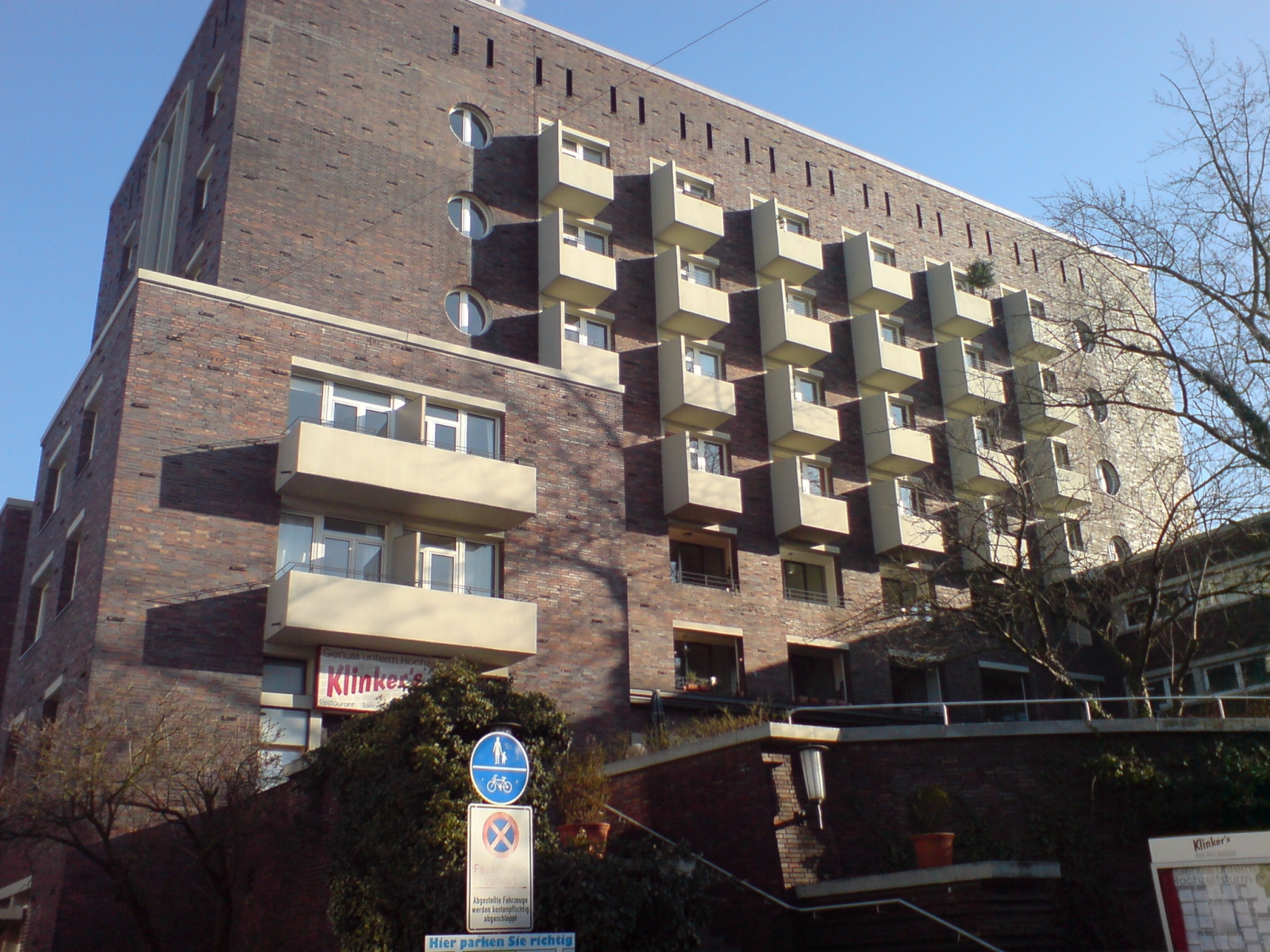
Гуртожиток в Дармштадті, 1952—1955

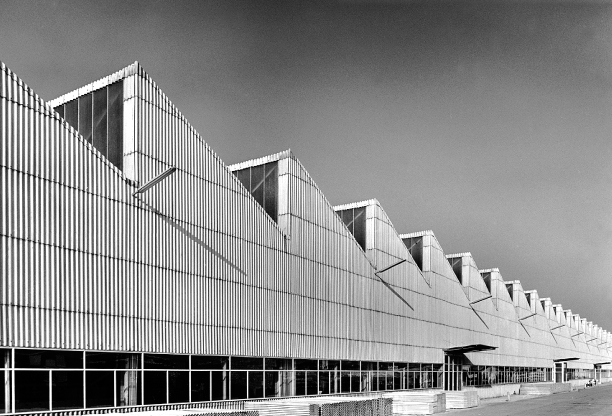
Завод Етерніт у Гайдельберзі, 1954

У 17 років, після п'яти років роботи каменярем, Нойферт вступив до будівельної школи (Baugewerbeschule) у Веймарі. У 1919 році викладач порекомендував його Вальтера Ґропіусу як одного з перших студентів Баугауза. Закінчив навчання в 1920 році.
Разом з архітектором-експресіоністом Паулем Ліндером (Paul Linder) поїхав у подорож до Іспанії, де робив ескізи середньовічних церков. У Барселоні він зустрів Антоніо Гауді, архітектура якого глибоко вразила молодого студента. Згодом Нойферт став одним з перших захисників Гауді в Німеччині. Після 1921 року він повернувся в Баугауз і став головним архітектором під керівництвом Ґропіуса в одному з чільних архітектурних бюро Веймарської республіки.
У 1923 році він познайомився з художницею Alice Spies-Neufert, студенткою майстрів Баугауза Георга Мухе і Пауля Клее, з якою одружився в 1924 році. У них було четверо дітей (Peter, Christa, Ingrid і Ilas).
У 1925 році Нойферт працював спільно з Ґропіусом над реалізацією нового приміщення Баугауза в Дессау і завершенням будинків для Мухе, Клее і Кандинського. У 1926 році повернувся у Веймар і зайнявся викладацькою діяльністю під керівництвом Отто Бартнінга у Будівельному коледжі (Bauhochschule), відомому як «другий Баугауз». З 1928 по 1930 роки він реалізував ряд проектів, таких як Mensa am Philosophenweg і Abbeanum в Єні. У 1929 році побудував власний будинок в Gelmeroda, селі біля Веймара. Сьогодні там розташовується штаб-квартира Фонду Нойферт і невеликий музей Neufert Box зі змінною експозицією. Після того, як нацистами був закритий Будівельний коледж, він переїхав до Берліна і працював у приватній школі, заснованій Йоганнесом Іттеном, але цей заклад також закрили в 1934 році.
Нойферт дуже рано зрозумів можливість раціоналізації процесу будівництва, а також потребу в нормах і правилах.
У 1934 році він став постійним архітектором Об'єднаної скляної промисловості (Vereinigte Lausitzer Glaswerke). Спроектував приватний будинок директору Dr. Kindt (з кольоровим склом від Шарля Кроделя) і численні житлові будинки, адміністративні та виробничі будівлі у Вайсвассері (Weißwasser), Черніці (Tschernitz) і Каменці (Kamenz). В цей же час він працював над книгою «Будівельне проєктування», яку опублікував у 1936 році. Вона залишається посібником архітекторів-проєктувальників і донині.
У 1936 році Нойферт поїхав у Нью-Йорк і Таліесін, щоб познайомитися з творчістю Френка Ллойда Райта і спробувати знайти роботу в США. Його книга мала великих успіх у Нью-Йорку, тому він повернувся в Берлін для підготовки другого видання. У 1939 році Альберт Шпеєр призначив Нойферта працювати над стандартизацією німецької промислової архітектури.
Після Другої світової війни Нойферт став професором Дармштадтського технічного університету. Спільно з сином Петером він відкрив своє архітектурне бюро Neufert und Neufert в 1953 році й реалізував низку проєктів, зокрема промислових будівель.

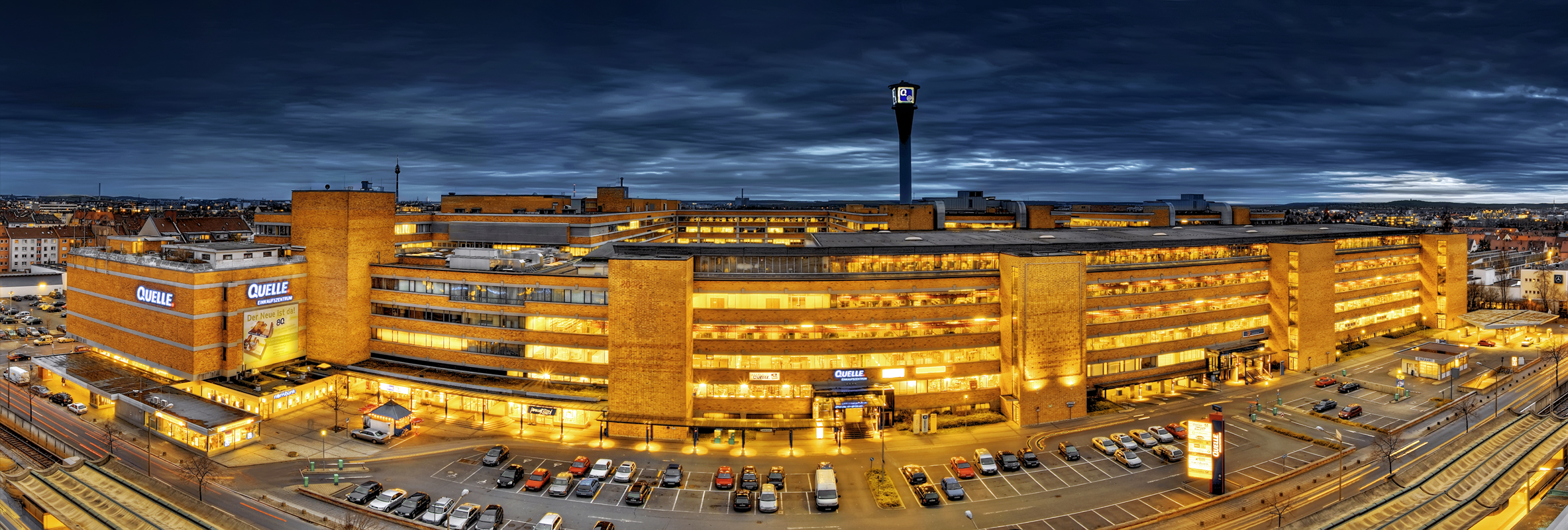
Quelle-Versandzentrum у Нюрнберзі, 1955—1967